# Rævens dværgbændelorm
Rævens dværgbændelorm (latin Echinococcus multilocularis) er en 1-3 mm lang bændelorm der primært har ræve og mårhunde som hovedværter, og gnavere som mellemværter. De voksne bændelorme lever i hovedværtens tarmsystem hvorfra de udskiller æg med værtsdyrets afføring. Hvis æggene indtages af en mellemvært, vil de klækkes i dyrets tarm. Larven vil derfra spise sig gennem tarmvæggen og føres med blodet til et organ, som regel leveren – men det kan f.eks. også være lunger, hjerne og hjerte, hvor der udvikler sig kræftlignende svulster. Hvis mellemværten spises af en ny hovedvært, vil larven sætte sig i tarmen og udvikle sig til voksne bændelorme.
Mennesker kan også smittes som mellemvært. Når larverne udvikler sig i mennesker kaldes tilstanden ekinokokkose, som uden behandling er en dødelig sygdom.

## Udbredelse
Rævens dværgbændelorm findes i tempererede egne, og kendes fra Nordamerika, Europa og Japan.
Rævens dværgbændelorm blev konstateret første gang i Danmark i 2000 i en ræv ved Tåstrup, København. I 2011 indledtes en systematisk undersøgelse af ræve og mårhunde i Danmark for rævens dværgbændelorm, og der er gjort adskillige fund i Sønderjylland og Sydjylland fra 2011 og frem.